# 赵敏 (1956年)
赵敏（1956年4月—2020年8月15日），女，汉族，河北曲阳人，中华人民共和国政治人物。

## 生平
1973年8月参加工作。1982年毕业于哈尔滨工业大学材料及加工系材料及热处理专业本科，1984年获硕士学位，同年11月加入中国共产党。硕士毕业后留校，历任哈尔滨工业大学科研处干部、科研处学术交流科科长、科研处副处长、外事处处长。
2000年10月，任黑龙江省教育厅副厅长。2006年获哈尔滨工业大学材料学院材料科学系材料学专业在职研究生工学博士学位。2008年5月，任黑龙江省科学技术厅厅长。2013年6月，任中共黑龙江省委常委、省科学技术厅厅长。2013年9月，任中共黑龙江省委常委、统战部部长；次月不再担任黑龙江省科学技术厅厅长。2016年1月，当选黑龙江省人大常委会副主任，2018年1月卸任。2020年8月15日，因病医治无效在哈尔滨逝世，享年64岁。